# Colonne d'eau

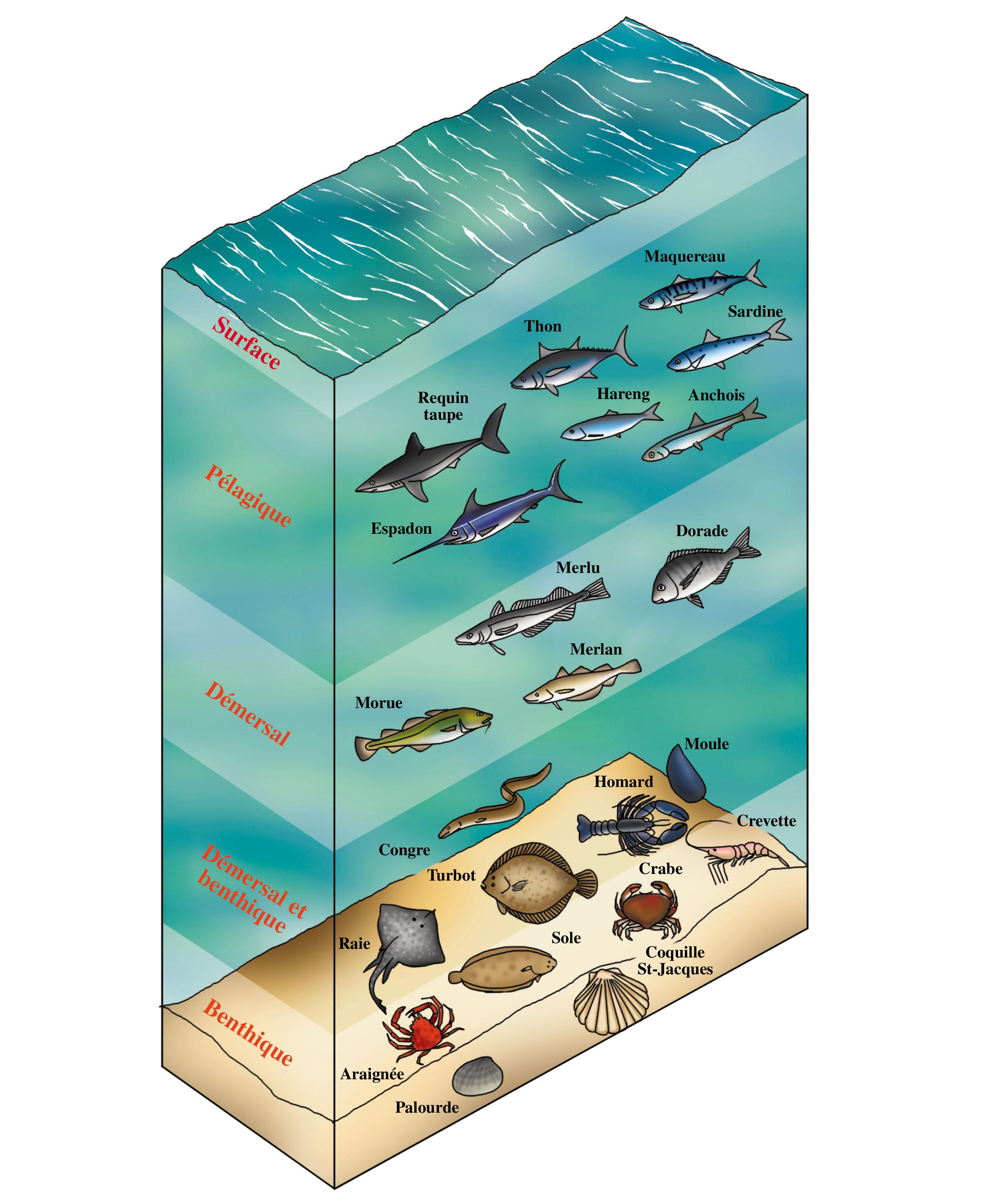
La colonne d'eau et ses différents étages d'espèces.

La colonne d'eau est un concept utilisé en écologie aquatique pour désigner, représenter et étudier les « compartiments » et niches écologiques et espèces du volume d'eau compris entre le fond et la surface. 
En écologie, on désigne l'ensemble des êtres vivant dans la colonne d'eau par le terme « pélagos ».
Le terme colonne d'eau est également employé en plongée sous-marine pour décrire la zone dans laquelle les plongeurs montent et descendent.

## Utilisation

### Usage civil
Ce concept est utilisé en océanographie et pour les études et évaluations environnementales concernant les lacs, par exemple pour :
- l'étude des phénomènes de stratification thermique ou saline (superposition de plusieurs couches d'eau ne se mélangeant pas) selon la profondeur, et l'étude des effets écologiques de cette stratification (zones mortes liées à des phénomènes d'anoxie notamment, effets microclimatiques en surface, etc. ;
- l'étude des mécanismes de déstratification, c'est-à-dire de mélange de ces couches (thermiquement ou chimiquement stratifiées) par exemple dans une mare, un lac ou d'une zone marine ; ce mélange a une importante composante passive ou abiotique (avec exemple, par les courants et convections induits par le vent, avec les upwellings et les endo-upwellings). Mais il a aussi une composante biotique (mouvements verticaux et horizontaux du plancton, zooplancton notamment et de nombreux autres organismes qui contribuent aux micromélanges de l'eau et à des transferts quotidiens ou saisonniers d'éléments par le mouvement de leurs populations et leur activité ;
- l'étude de la variation de paramètres physicochimiques caractérisant la colonne d'eau tels que température, salinité, teneur en oxygène dissous ou d'autres gaz dissous, pH, turbidité, intensité lumineuse, pénétrabilité par les UV, teneurs en solides dissous, etc.). On y étudie aussi les variations de paramètres biologiques (ex : taux de matière organique (carbone organique total), quantité de plancton et sa mobilité, abondance de la faune, etc.) ;
- la cinétique de polluants ou contaminants naturels de la colonne d'eau (engrais, pesticides, métaux lourds, radionucléides), ou encore d'agents pathogènes ;
- évolution du biote selon ces paramètres (étude des adaptations aux variations de pression, température, salinité… et étude des interactions ;
- cycle des éléments et des particules[1] dans la colonne d'eau (et interactions avec le climat, l'acidification des océans, les puits de carbone). On utilise notamment pour ces études le traçage isotopique et le suivi de radionucléides artificiels (retombées des essais nucléaires atmosphériques, de la catastrophe de Tchernobyl, de la catastrophe de Fukushima…). Ces derniers permettent, par leur période radioactive, d'accéder au paramètre temps.

### Usage militaire
La caractérisation physique de la colonne d'eau (salinité, turbidité, température) est très importante dans la lutte sous-marine, car elle a une incidence sur la propagation du son (déviations), créant des « zones d’ombres » inaccessibles aux sonars. Les connaître est essentiel pour la lutte sous la mer, aussi bien pour l'attaquant que pour le défenseur. Le Service hydrographique et océanographique de la Marine [SHOM] est chargé d'effectuer ces mesures de manière systématique pour anticiper un éventuel conflit. Mais les navires de guerre peuvent désormais aussi faire ces mesures en opération, grâce à des planeurs sous-marins qui ont l'avantage d'être indépendants et de ne nécessiter que peu d'opérateurs. En 2024, la marine teste le SeaExplorer de l’entreprise française ALSEAMAR (1 000 mètres de profondeur, une centaine de jours d'autonomie).

## Histoire, évolution

Colonne d'eau jusqu'en profondeur.

Le concept de la colonne d'eau est apparu avec l'océanographie, mais il tend à prendre une importance croissante, en raison des nombreux phénomènes physiques et écologiques qui s'y déroulent, et en raison de son importance pour la ressource halieutique, l'aquaculture, la culture des huîtres et plus généralement pour la biodiversité et le climat (qui interagissent au travers de phénomènes tels que El Niño et La Niña). 
De nombreux phénomènes aquatiques autrefois discrets ou mal compris ont été expliqués par le mélange incomplet ou saisonnier et des flux (thermiques, physicochimiques et biologiques) verticaux et horizontaux dans la colonne d'eau. 
Beaucoup d'espèces occupent des compartiments différents de cette colonne selon les heures, les jours, les saisons ou leur cycle de vie. L'étude de l'écologie de ces espèces, des dynamiques de population (dont pour préserver la ressource halieutique) et du métabolisme des espèces benthiques implique de mieux prendre en compte le fonctionnement de la colonne d'eau. Ainsi, pour ces espèces, ce ne sont pas les caractéristiques « moyennes » de l'eau (température, pression, pH, teneur en oligoéléments ou polluants, radioactivité, etc.) qui sont à prendre en compte, mais celles des compartiments qui jouent les rôles les plus importants pour leur reproduction, leur alimentation, leurs nurseries, leurs migrations, de même pour l'étude des effets de la prédation, de la surpêche, de la pollution lumineuse ou sonore, etc.
Il semble aussi que certaines strates de la colonne d'eau conduisent les sons de manière spécifique et à grande distance, ce qui permettrait à des baleines très éloignées les unes des autres de communiquer entre elles.
La pression hydrostatique peut être évaluée par la hauteur d'une colonne d'eau, qui influe sur la pression à une profondeur donnée.